# Marcel Helfer
Marcel Helfer (ur. 4 czerwca 1991) – niemiecki żużlowiec.

## Życiorys
Dwukrotny srebrny medalista młodzieżowych indywidualnych mistrzostw Niemiec (2010, 2011) oraz złoty medalista w 2012 roku. Zdobywca II miejsca w Pucharze Europy młodzików na torze trawiastym (2005). Finalista drużynowych mistrzostw Europy juniorów (Landshut 2012 – IV miejsce).